# Wereldkampioenschappen schaatsen afstanden 2019 - 1000 meter mannen
De 1000 meter mannen op de wereldkampioenschappen schaatsen afstanden 2019 werd gereden op zaterdag 9 februari 2019 in het ijsstadion Max Aicher Arena in Inzell, Duitsland.
Deze editie was de eerste keer dat alle medailles op de 1000m door hetzelfde land, in dit geval Nederland, werden gewonnen. Kai Verbij volgde zijn landgenoot Kjeld Nuis op als wereldkampioen over 1000m.

## Uitslag
| #      | Schaatser                   | Tijd       |
| ------ | --------------------------- | ---------- |
| Goud   | Kai Verbij                  | 1.07,39 BR |
| Zilver | Thomas Krol                 | 1.07,67    |
| Brons  | Kjeld Nuis                  | 1.07,81    |
| 4      | Håvard Holmefjord Lorentzen | 1.07,85    |
| 5      | Denis Joeskov               | 1.08,10    |
| 6      | Pavel Koelizjnikov          | 1.08,13    |
| 7      | Viktor Moesjtakov           | 1.08,38    |
| 8      | Nico Ihle                   | 1.08,40    |
| 9      | Masaya Yamada               | 1.08,49    |
| 10     | Yuto Fujino                 | 1.08,56    |
| 11     | Joel Dufter                 | 1.08,66    |
| 12     | Joey Mantia                 | 1.08,68    |
| 13     | Laurent Dubreuil            | 1.08,86    |
| 14     | Ning Zhongyan               | 1.08,87    |
| 15     | Mathias Vosté               | 1.08,84    |
| 16     | Tatsuya Shinhama            | 1.08,93    |
| 17     | Kim Jin-su                  | 1.09,01    |
| 18     | Ihnat Halavatsjoek          | 1.09,07    |
| 19     | Kim Tae-yun                 | 1.09,42    |
| 20     | Piotr Michalski             | 1.09,44    |
| 21     | Antoine Gélinas-Beaulieu    | 1.09,61    |
| 22     | Kimani Griffin              | 1.10,05    |
| 23     | Allan Dahl Johansson        | 1.10,11    |
| 24     | Marten Liiv                 | 1.10,35    |

1996 · 
1997 · 
1998 · 
1999 · 
2000 · 
2001 · 
2003 · 
2004 · 
2005 · 
2007 · 
2008 · 
2009 · 
2011 · 
2012 · 
2013 · 
2015 · 
2016 · 
2017 · 
2019 ·
2020 ·
2021 ·
2023 ·
2024 ·
2025